# Hans Borgen
Hans Borgen (* 24. September 1908 in Fet; † 12. September 1983 in Nord-Odal) war ein norwegischer Landwirt und Politiker der Senterpartiet (Sp), die bis 1959 noch Bondepartiet hieß. Im Jahr 1963 war er der Landwirtschaftsminister seines Landes.

## Leben
Von 1927 bis 1928 besuchte Borgen eine Landwirtschaftsschule. Zwischen 1933 und 1935 war er Student an der norwegischen Landwirtschaftshochschule. Sein Wirtschaftsstudium schloss er im Jahr 1938 ab. Von 1940 bis 1945 arbeitete er als Sachbearbeiter im Forsyningsdepartementet, dem Ministerium, das für die Bewältigung des Krisenzustands nach dem Kriegsausbruch zuständig war. Im Jahr 1945 übernahm er den Hof seiner Eltern, den er bis 1974 bewirtschaftete.
In der Zeit von 1947 bis 1959 war Borgen Mitglied im Kommunalparlament von Fet. Zwischen 1947 und 1950 sowie erneut von 1955 bis 1958 war er Vorstand seiner Partei in der damaligen Provinz Akershus. In den Jahren 1957 bis 1978 war er Vorstand des Norske Melkeprodusenters Landsforbund, dem Landesverband der norwegischen Milchproduzenten. Dem Landbrukets Sentralforbund, dem Zentralverband der Landwirtschaft, stand er von 1957 bis 1979 vor.
Borgen vertrat von 1950 bis 1969 Akershus im nationalen Parlament, dem Storting. Dabei war er von 1965 bis 1969 der Vizepräsident des Odelsting. Am 28. August 1963 wurde er zum Landwirtschaftsminister in der Regierung Korvald ernannt. Er übte das Amt bis zum Abtritt der Regierung am 25. September 1963 aus.

## Auszeichnungen
- 1976: Sankt-Olav-Orden